# Rouvres-les-Vignes
Rouvres-les-Vignes – miejscowość i gmina we Francji, w regionie Grand Est, w departamencie Aube.
Według danych na rok 1990 gminę zamieszkiwało 112 osób, a gęstość zaludnienia wynosiła 14 osób/km².

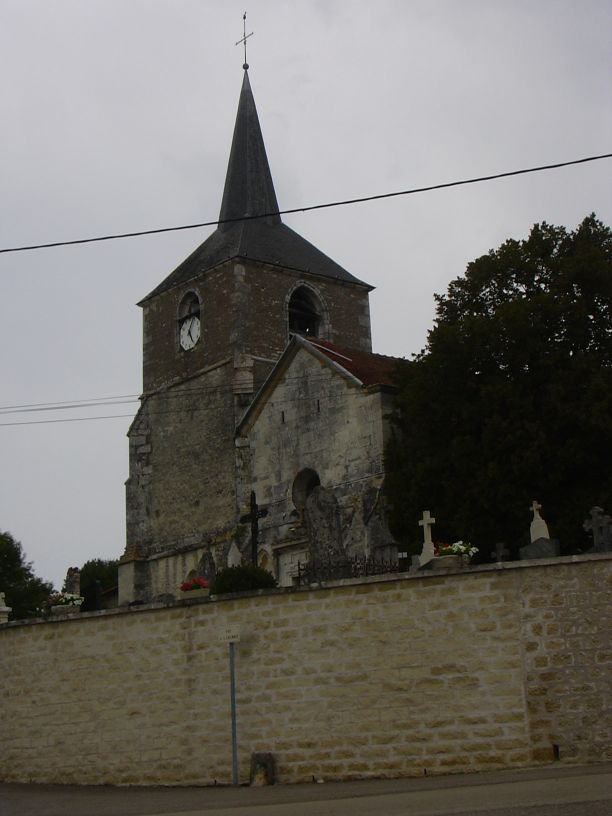
Kościół w Rouvres-les-Vignes, 2005